# ぺぺ桜井
ぺぺ桜井（ぺぺさくらい、1935年10月10日 - ）は、落語協会に所属するギター漫談家。東京都新宿区出身。本名∶桜井 孝吉。

## 経歴
幼い頃よりクラシックギターを習い、18歳の時にNHKに初出演する。
23歳の時、お笑い界に転身。1965年にトリオ.ロス.セニートを結成するもメンバーの脱退により66年より竹内＆桜井を結成。その後、解散しピンになる。
1990年、二代目古今亭圓菊一門として落語協会に入会。

## 人物
芸名は、小田切トシカズという名前で出ていたのが、日劇に出た時に勝手にペペ桜井という名前にされてしまい、以来、この名前になってしまった。
「禁じられた遊び」などでギターの腕前を披露、ハーモニカを吹きながら歌う、などのネタで活躍している。

## 出演
- テレビ東京「さあお立合」レギュラー
- テレビ朝日「大正テレビ寄席」
- NHK 「演芸図鑑」
- BS日テレ 「笑点特大号」(2015年)
- チバテレビ 「浅草お茶の間寄席」
- NHKラジオ 「真打ち競演」

## ソフト

### DVD
- 台東芸能文庫（19)　ペペ桜井 （台東区、2020年）　＊台東区中央図書館でのみ閲覧・貸出可[2]。